# Alcimus tigris
Alcimus tigris är en tvåvingeart som beskrevs av Karsch 1888. Alcimus tigris ingår i släktet Alcimus och familjen rovflugor.
Artens utbredningsområde är Tanzania. Inga underarter finns listade i Catalogue of Life.